# Dileita Mohamed Dileita
Dileita Mohamed Dileita (ur. 12 marca 1958 w Tadżurze) – dżibutyjski polityk, premier Dżibuti od 7 marca 2001 do 1 kwietnia 2013. 

## Życiorys
Jest Afarem, przedstawicielem jednej z dwóch głównych narodowości Dżibuti.
Jako premier, Dileita prowadził politykę współpracy z sąsiednimi państwami, czego wyrazem były np. trójstronne spotkania z przedstawicielami władz Etiopii i Somalii, szczególnie ważne ze względu na skomplikowany skład narodowościowy mieszkańców Dżibuti (wielu emigrantów z Etiopii i Somalii). W sprawach wewnętrznych realizował względnie liberalną politykę, zmierzającą m.in. do przyznania kobietom większych praw. 
Po wyborach parlamentarnych z 2013, na stanowisku szefa rządu zastąpił go 1 kwietnia 2013 Abdoulkader Kamil Mohamed. 